# Matthaeus Pipelare
Matthaeus Pipelare, actif vers 1498–1500, est un compositeur et maître de chant néerlandais.  Selon certains chercheurs, son nom indique que son métier, ou celui de son père, était celui de musicien au service de la ville. 

## Biographie
On est peu renseigné sur la vie de Pipelare.  Il se peut qu'il soit natif de la ville de Louvain.  À la différence de beaucoup d’autres polyphonistes de l'école franco-flamande, dont plusieurs trouvaient un emploi en Italie, en Espagne ou ailleurs, Pipelare ne semble jamais avoir quitté les Pays-Bas.  Peut-être occupa-t-il un poste à Gand dans les années 1460 ou 1470.  Sa messe Sancto Livinus l'indique, car saint Liévin est un des saints patrons de cette ville. Il est à noter que Pipelare et le compositeur Jacob Obrecht, originaire de Gand, avaient écrit quelques messes en utilisant différents canti firmi.  On sait qu'il vécut à Anvers avant d'accepter un poste à Bois-le-Duc.  Dans les comptes de l'Illustre Confrérie de Notre-Dame de Bois-le-Duc, il fut enregistré comme Matthaeus et Mattheussen (donc comme « fils de Matthieu ») de 14 mars 1498 jusqu'au 1er mai 1500 dans la position de maître de chant.  Sans doute, il lui fut accordé un congé pour partir de la fin de novembre 1499 jusqu'à la mi-janvier 1500. 

## Œuvre
Pipelare est considéré comme un compositeur extrêmement doué et polyvalent.  Selon Ornithoparchus, son œuvre était sortie de la source même de l'art.  Il maîtrisait tous les genres avec autant de verve.  Il écrivait dans presque toutes les formes vocales de son époque : messes, motets et chansons profanes dans les langues des Pays-Bas.  On ne connaît de lui aucune pièce purement instrumentale.  L'atmosphère de sa musique varie selon le genre : il compose des chansons profanes et légères, mais aussi des motets teintés de mélancolie, très proches de ceux de son contemporain Pierre de La Rue, attestant d’une mélancolie profondément ressentie. 
Nombreux sont les manuscrits disparus au cours de la Seconde Guerre mondiale.  Toutefois, onze messes complètes se sont conservées jusqu'à nos jours ainsi que dix motets et huit chansons, tant en néerlandais qu'en français.  L'une de ses messes à quatre voix en style cantus firmus emploie la chanson populaire bourguignonne L'Homme armé et est composée dans un style déjà dépassé à l'époque.  La mélodie est portée de voix en voix, mais se trouve le plus souvent dans le ténor.  Sa Missa Fors seulement est basée sur une de ses propres chansons, qui sert ici de cantus firmus. Memorare mater Christi est un motet à sept voix sur les Sept Douleurs de la Sainte Vierge ; chacune des sept voix représente une autre dolor.  La troisième des sept voix cite le villancico espagnol contemporain Nunca fué pena mayor (Jamais il n'y eut plus grand douleur) du polyphoniste néerlandais Juan de Urrede (Johannes de Wreede [ Bruges, 1451 – 1482 ?, Madrid]).  Deux caractéristiques particulières de ses compositions sont l'emploi abondant de rythmes syncopés et de séquences. 

### Messes
- 1. Missa de feria.
- 2. Missa Dicit Dominus : nihil tuleritis in via.
- 3. Missa de Sancto Livino.
- 4. Missa Fors seulement.
- 5. Missa Joannes Christi care / Ecce pier meus (fragment)
- 6. Missa L'Homme armé, à quatre voix et à cinq dans le deuxième et troisième Agnus Dei.
- 7. Missa Mi-mi.
- 8. Missa Omnium carminum (uniquement altus et bassus).
- 9. Missa sine nomine (I)
- 10. Missa sine nomine (II).
- 11. Missa (à huit voix, détruite pendant la Seconde Guerre mondiale)
- 12. Credo de Sancto Joanne evangelista.

### Motets
- 13. Ave castissima (uniquement pourvu d'un incipit).
- 14. Ave Maria virgo serena (le contreténor II, incomplet, fut reconstitué).
- 15. Hic est vere martyr (uniquement conservé en tablature).
- 16. Magnificat im 3. ton.
- 17. Memorare mater Christi (à sept voix, cantus firmus emprunté à la chanson Nunca fué pena major du compositeur flamand Juan de Urrede).
- 18. Salve regina.
- 19. Virga et baculus tuus (probablement un fragment d’une messe perdue).

### Chansons profanes néerlandaises et françaises
- 20. (nl) Een vrolic wesen.
- 21. (fr) Fors seulement (I) « http://www.sibeliusmusic.com/cgi-bin/show_score.pl?scoreid=94533 »(Archive.org • Wikiwix • Archive.is • Google • Que faire ?).
- 22. (fr) Fors seulement (II).
- 23. (nl) Ic weedt een molenarinne.
- 24. (nl) Morkin ic hebbe (uniquement pourvu d’un incipit).
- 25. (fr) Vray dieu d'amours (existe en 2 variantes).

## Ressources

### Discographie
- Missa L'homme armé, chansons, motets, Huelgas Ensemble, dir. Paul Van Nevel, 1995, Sony SK 68 258.